# حزب الوحدة المغربية
حزب الوحدة المغربية (بالفرنسية: Parti de l'Unité Marocaine)‏ هو حزب سياسي مغربي سابق، أسَّس يوم 3 فبراير 1937 من قبل محمد المكي الناصري بعد حل كتلة العمل الوطني. عمل الحزب بشكل أساسي في منطقة الحماية الإسبانية على المغرب. وحل في عام 1960.
كان حزب الوحدة المغربي ينتمي إلى الحركة القومية.

## الصحافة
كان لحزب الوحدة المغربي عدة مواد مكتوبة، منها:

### المكتوب بالعربية
- الوحدة المغربية
- منبر الشعب
- الشعب

### المكتوب بالأسباني
- La Unidad Marroquí ( الاتحاد المغربي - مدير النشر: غارسيا سانودو)[4]